# 山岡景恭
山岡 景恭（やまおか かげやす、生没年不詳）は、幕末の幕臣。通称、八郎左衛門。
西丸目付から、嘉永7年（1854年4月、佐渡奉行を拝命し、翌安政2年（1855年）5月2日に相川に着任した。知行は三百俵、役料千五百俵百人扶持。万延元年（1860年）10月、日光奉行に転じ、備前守となる。文久2年（1862年）に奈良奉行となり、慶応元年（1865年）までその職に就く。